# 4-苯基哌啶
4-苯基哌啶是一种有机化合物，分子式C11H15N，其中苯环和哌啶环通过共价键直接连接。许多鴉片類藥物，如哌替啶、洛哌丁胺等都带有4-苯基哌啶结构。